# La Balle au pied : Histoire du football
Pied est une monographie illustrée sur l’histoire du football, écrite par l’historien du sport français Alfred Wahl, et parue chez Gallimard en 1990. Cet ouvrage est le 83e titre dans la collection « Découvertes Gallimard ».

## Introduction

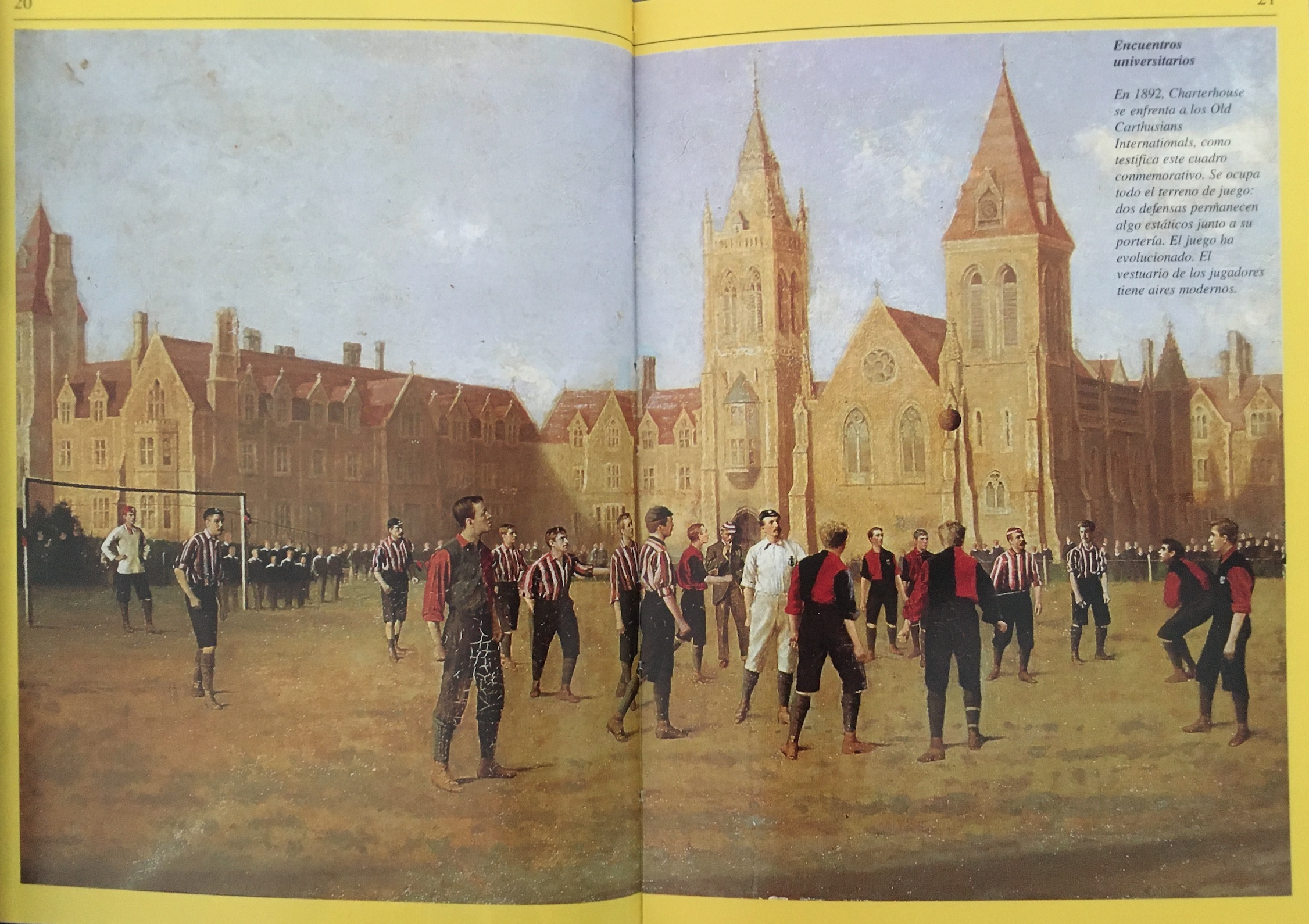
Des p. 20–21 : match entre Charterhouse et Old Carthusians Internationals en mars 1892, tableau anonyme.

Cet ouvrage en format poche (125 × 178 mm) fait partie de la série Culture et société (anciennement appartenant à la série Sports et jeux) dans la collection « Découvertes Gallimard ». Selon la tradition des « Découvertes », cette collection repose sur une abondante documentation iconographique et une manière de faire dialoguer l’iconographie documentaire et le texte, enrichie par une impression sur papier couché ; en d’autres termes, « de véritables monographies, éditées comme des livres d’art ». C’est presque comme un « roman graphique », rempli de planches en couleurs.
Ici l’auteur éclaire les multiples facettes du « roi des sports » en cinq chapitres, suivis d’un ensemble des « témoignages et documents ». Défini comme le phénomène social le plus important du XXe siècle, le football est le sport qui compte le plus d’adeptes. Sa pratique ne connaît pas de frontières. Le globe se déplace au rythme du ballon, des cours et des champs d’élite aux rues les plus poussiéreuses des bidonvilles. Les étudiants du XIXe siècle dans les public schools anglaises qui ont unifié les règles de ce qu’ils considéraient comme un simple jeu de balle, ne pouvaient jamais imaginer les dimensions que leur initiative atteindrait. Aujourd’hui, des joueurs, tels Figo, Maradona, Pelé, Platini et Zidane, sont adulés dans le monde entier. La tenue de la Coupe du monde en Asie orientale (Corée du Sud et Japon) parachève la mondialisation. Pour le meilleur ou pour le pire, le football est synonyme de passion, de sentiment, de haine, de lutte, d’affaires, voire de vie.
Wahl associe, dans cet ouvrage, le régime uruguayen des années 1920 au fascisme italien, décrit le championnat du monde 1930 comme une instrumentalisation politique, affirme l’existence d’incidents graves après la finale et conclut par la thèse d’une suprématie mondiale des Européens sélectionnés jusqu’en 1958.

## Contenu de la nouvelle édition
Le corpus
- Ouverture (p. 1–7, une succession de photographies en pleine page, de la Coupe du monde de football 1998)
- Chapitre premier : « L’Angleterre, berceau du football moderne » (p. 11–27)
- Chapitre II : « À la conquête du monde » (p. 29–61)
- Chapitre III : « Vers le jeu moderne » (p. 63–77)
- Chapitre IV : « Les enjeux extra-sportifs » (p. 79–93)
- Chapitre V : « Les contradictions du football moderne » (p. 95–111)

Témoignages et documents
1. Des intellectuels font l’éloge du football (p. 113–117)
2. Un amplificateur des passions nationales (p. 118–119)
3. Les styles de jeu collectifs (p. 120–123)
4. Les joueurs en action (p. 124–127)
5. Euphorie française (p. 128–129)
6. La flambée des transferts (p. 130–131)

Annexes
- Chronologie (p. 132–133)
- Palmarès (p. 133–136)
- Bibliographie (p. 136–137)
- Sites internet (p. 137)
- Table des illustrations (p. 138–140)
- Index (p. 140–143)
- Crédits photographiques/Remerciements (p. 143)
- Table des matières (p. 144)

## Accueil
Le site Babelio confère au livre une note moyenne de 2,75 sur 5, sur la base de 4 notes. Sur le site Goodreads, le livre obtient une moyenne de 3,43/5 basée sur 14 notes, indiquant des avis mitigés.
Bill et William J. Murray écrivent dans leur livre Football: A History of the World Game : « [Cet ouvrage nous présente] une histoire très courte du football dans le monde, mais superbement illustré. »
L’écrivain argentin Pablo Nacach (ast) écrit dans son livre ¡Fútbol! Mucho más que un juego : « Alfred Wahl a écrit un livre très instructif intitulé Historia del fútbol, del juego al deporte (édition espagnole de La Balle au pied : Histoire du football). Il nous raconte, de manière sociologique, les différentes stratégies qui ont émergé lorsque le football a fait ses premiers pas. »
Dans sa critique pour la revue Questions de communication (2003), Roland Huesca pense que le livre est « clair, cultivé et superbement illustré, et propose un panorama savant de l’histoire du football. »

## Galerie
Le « pré-générique » de la première édition (p. 1–7) : cartes postales, vers 1900.

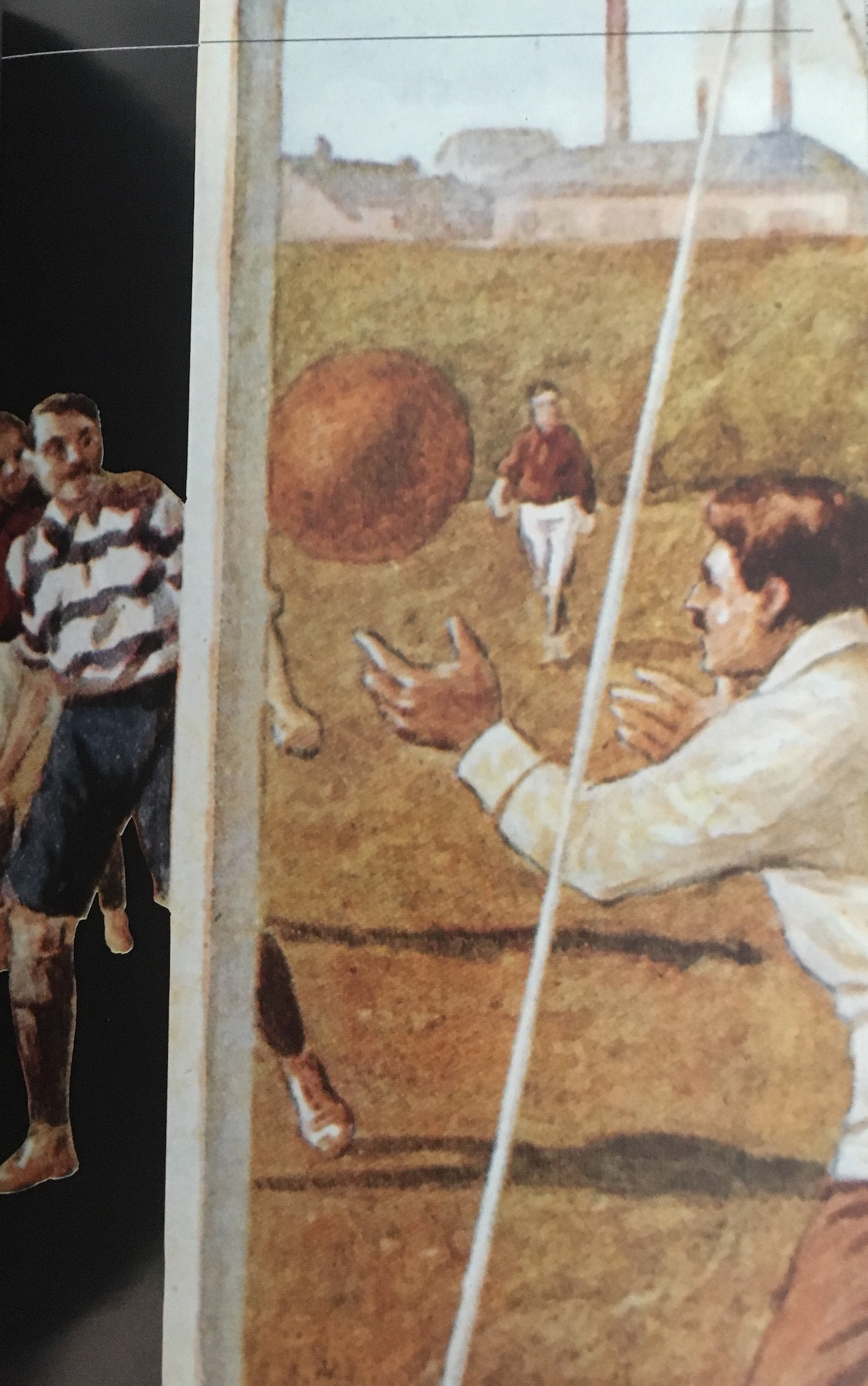
Page 1
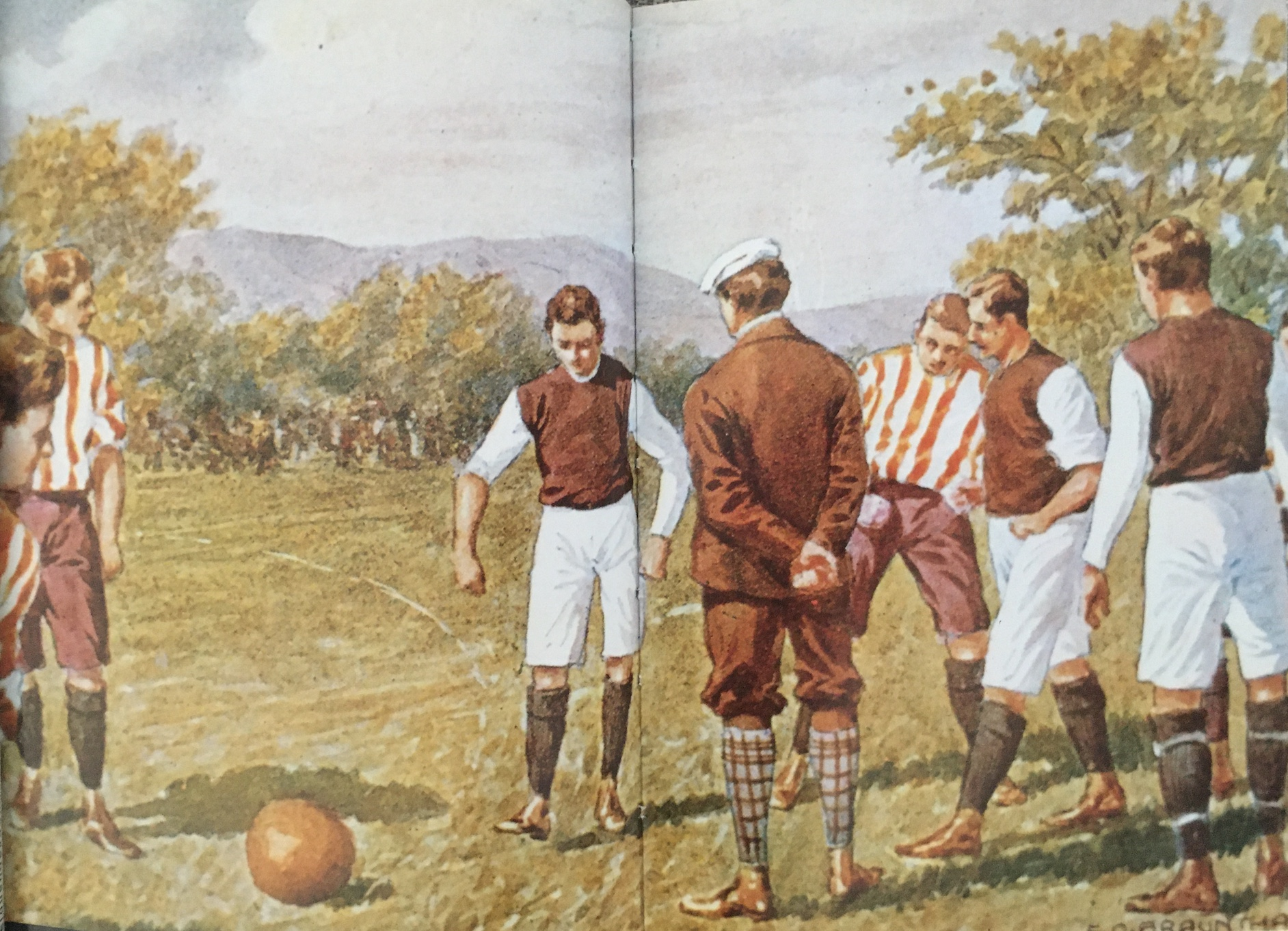
Pages 2–3
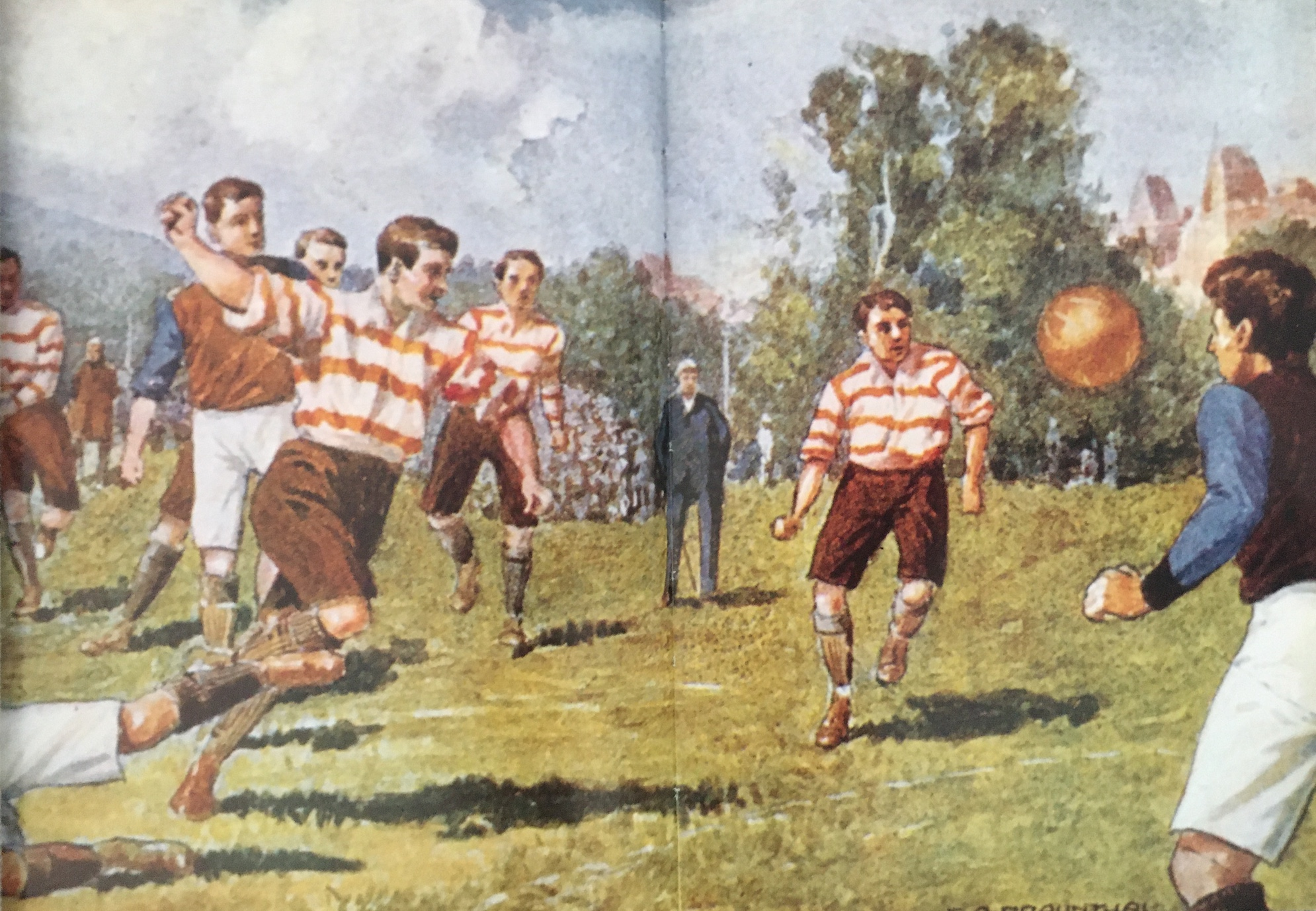
Pages 4–5
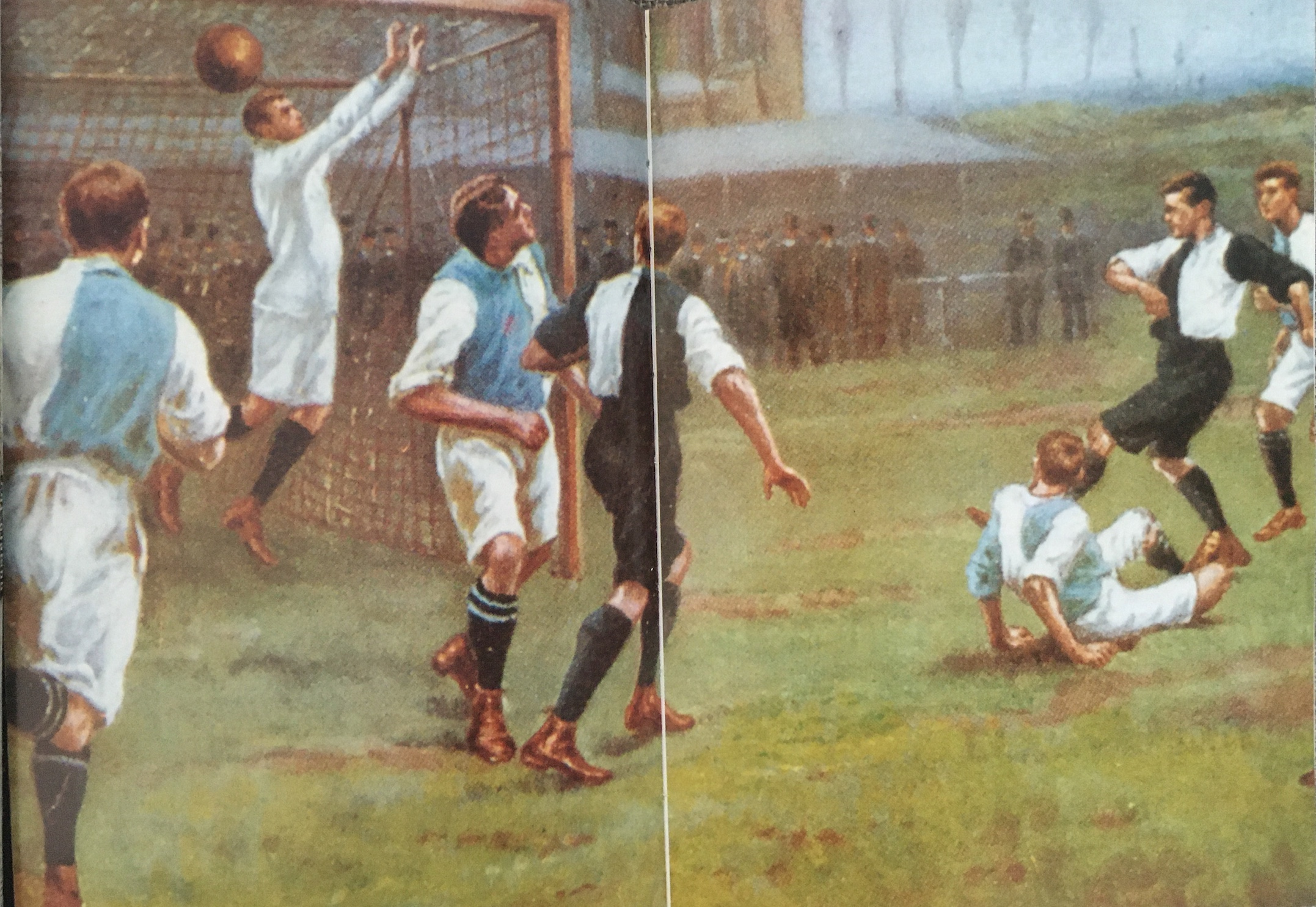
Pages 6–7

## Éditions internationales
| Titre                                     | Traduction littérale                          | Langue             | Pays                         | Collection (numéro dans la collection) | Éditeur              | Traducteur      | Année de première parution | ISBN                 |
| ----------------------------------------- | --------------------------------------------- | ------------------ | ---------------------------- | -------------------------------------- | -------------------- | --------------- | -------------------------- | -------------------- |
| La balle au pied : Histoire du football   | –                                             | Français de France | France                       | Découvertes Gallimard (no 83)          | Éditions Gallimard   | –               | 1990                       | (ISBN 9782070531059) |
| Historia del fútbol, del juego al deporte | « Histoire du football, du jeu au sport »     | Espagnol           | Espagne, Amérique hispanique | Biblioteca de bolsillo CLAVES (no 5)   | Ediciones B          | Francesc Reyes  | 1997                       | (ISBN 9788440677082) |
| Il calcio: una storia mondiale            | « Le football : une histoire mondiale »       | Italien            | Italie                       | Universale Electa/Gallimard (no 42)    | Electa/Gallimard     | Carlo Montrésor | 1994                       | (ISBN 9788844500436) |
| Ayaktopu: Futbolun Öyküsü                 | « La balle au pied : L’histoire du football » | Turc               | Turquie                      | Genel Kültür Dizisi (sans numéro)      | Yapı Kredi Yayınları | Cem İleri       | 2005                       | (ISBN 9789750809200) |
| История футбола                           | « Histoire du football »                      | Russe              | Russie                       | Открытие (sans numéro)                 | AST (en)             | Inconnu         | 2003                       | (ISBN 9785170193998) |
| サッカーの歴史                            | « Histoire du football »                      | Japonais           | Japon                        | 知の再発見 (no 101)                    | Sōgensha (ja)        | Yukari Endō     | 2002                       | (ISBN 9784422211619) |
| 축구의 역사                               | « Histoire du football »                      | Coréen             | Corée du Sud                 | 시공 디스커버리 (no 96)                | Sigongsa (en)        | Ji Hyun         | 1999                       | (ISBN 9788972596974) |